# ورزشگاه فوتبال مایکل کارول

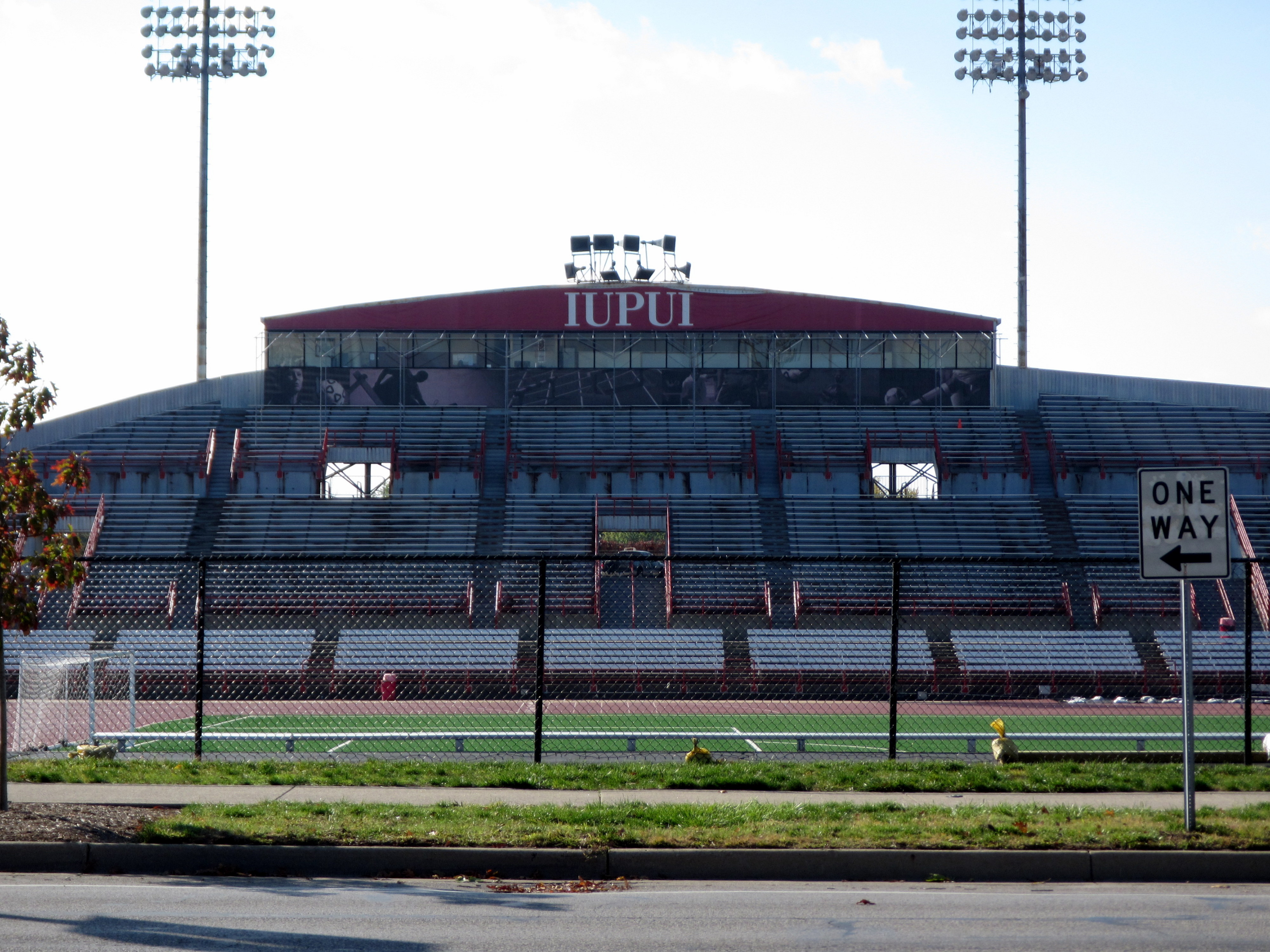
نمایی از ورزشگاه فوتبال مایکل کارول - ۲۰۱۲

ورزشگاه فوتبال مایکل کارول (به انگلیسی: IU Michael A. Carroll Track & Soccer Stadium) با ظرفیت ۱۲٬۱۰۰ نفر در شهر ایندیاناپولیس ایالت ایندیانا واقع شده‌استو دارای زمین چمن می‌باشد.